# توماس أفيليس
توماس أجوستين "توتو" أفيليس مانسيلا (بالإسبانية: Tomás Agustín "Toto" Avilés Mancilla)‏ هو لاعب كرة قدم ارجنتيني من مواليد 3 أغسطس 2004 في ريو جاليجوس.

## مسيرته
بدأ مسيرته الإحترافية في نادي راسينغ كلوب الأرجنتيني، ثم إنتقل لنادي إنتر ميامي الأمريكي.

## وصلات
توماس أفيليس على موقع الدوري الأمريكي (الإنجليزية)
- توماس أفيليس على موقع إي إس بي إن إف سي (الإنجليزية)
- توماس أفيليس على موقع قاعدة بيانات كرة القدم.إي يو (الإنجليزية)
- توماس أفيليس على موقع Soccerbase.com (لاعب) (الإنجليزية)
- توماس أفيليس على موقع Soccerway.com (الإنجليزية)
- توماس أفيليس على موقع عالم كرة القدم.نت (الإنجليزية)